# Stevenage FC
Stevenage FC (celým názvem: Stevenage Football Club) je anglický fotbalový klub, který sídlí ve městě Stevenage v nemetropolitním hrabství Hertfordshire. Založen byl v roce 1976 pod názvem Stevenage Borough FC. Pod svým současným názvem působí od roku 2010. Klubové barvy jsou červená a bílá.
Své nejslavnější období prožil na počátku 21. století, historického úspěchu pak dosáhl v sezoně 2010/11, kdy se jako nováček League Two umístil na 6. místě a následně hrál play-off o postup do vyšší soutěže. Finálový zápas proti Torquay United, který se odehrál na Old Trafford, skončil vítězstvím 1:0 pro Stevenage. V sezonách 2006/07 a 2008/09 klub vyhrál FA Trophy, soutěž pro poloprofesionální fotbalové kluby v Anglii.
Své domácí zápasy odehrává na stadionu Broadhall Way s kapacitou 6 722 diváků.

## Historie
Stevenage bylo založeno v roce 1976 po zániku původního městského klubu Stevenage Athletic. Do soutěží se klub přihlásil až o čtyři roky později a hned ve své první sezoně slavil úspěchy – vítězství v United Countries League i United Countries League Cup. I další sezony byly úspěšné a v roce 1994 klub postoupil do Conference National (5. nejvyšší soutěž). V roce 1996 Stevenage tuto soutěž dokonce vyhrálo, jenže do League Two nepostoupilo, protože domácí stadion nesplňoval podmínky. Proto byl domácí stadion Broadhall Way, známý také pod názvem The Lamex Stadium, v roce 2001 rozšířen a zmodernizován.

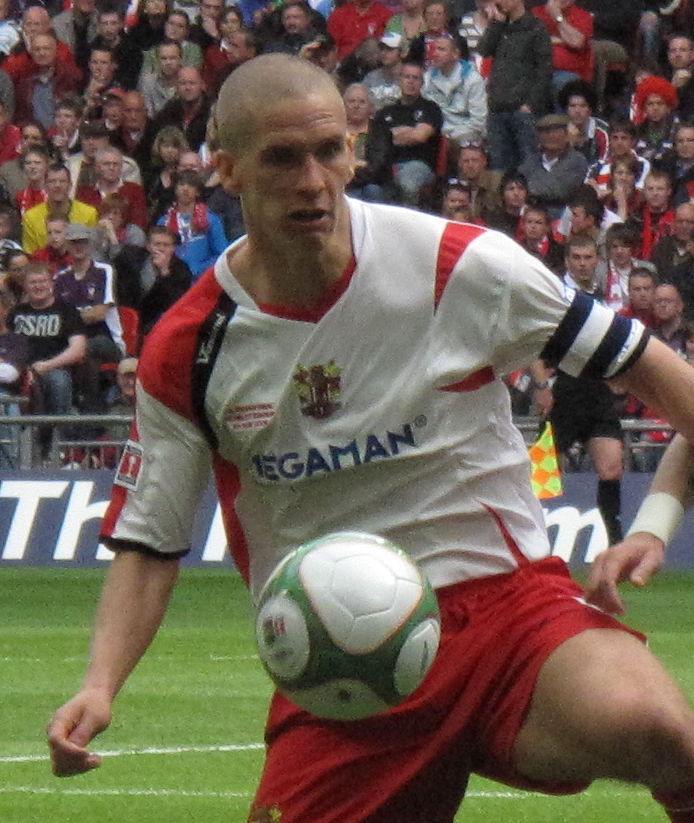
Steve Morison jako kapitán Stevenage

Ve Stevenage tehdy vyrůstalo mnoho hráčů, kteří se později proslavili. Od svých 22 let zde hrál Barry Hayles, který za klub nastřílel během tří sezon neuvěřitelných 73 gólů. Později své nejslavnější období zažil v prvoligovém Fulhamu, za který vstřelil 60 branek. V roce 2006 zde začínal také Steve Morison, který se brzy stal kapitánem a nejlepším střelcem klubu. Nakonec v roce 2009 přestoupil do Millwallu, kde však díky svým skvělým výkonům nevydržel dlouho. Dnes je jedním z tahounů prvoligového Norwich City a pravidelným reprezentantem Walesu.
V novém tisíciletí už tým přestal postupovat a trvale se usadil v Conference National. Stevenage většinu sezon patřilo mezi lepší týmy tabulky, jenže stále to nestačilo na vytoužený postup do League Two. V roce 2002 se tým poprvé dostal až do finále FA Trophy, zde však podlehl týmu Yeovil Town 2:0, hrálo se ve Villa Parku. Další finálový účasti proběhly v letech 2007, 2009 a 2010, z nichž první dvě byly vítězné. V roce 2010 se klub konečně dočkal postupu díky drtivému vítězství soutěže s 99 body. Další sezona se nedařila úplně podle představ a v lednu 2011 se klub nacházel pouhé 4 body od sestupových míst. Jenže v posledních 11 kolech klub zabral, vyhrál 9 utkání, uhrál 6. místo a mohl se těšit na play-off. Zde dostal v semifinále Accrington Stanley, který však také Stevenage nebyl překážkou a klub po výhrách 2:0 a 1:0 šel do finále. Finálové utkání hrály překvapivě kluby, které v lize zaujaly až 6. a 7. místo. Soupeřem bylo Torquay United, které taky nedokázalo rozjeté Stevenage zastavit, a zápas skončil vítězstvím 1:0, rozhodují gól vstřelil John Mousinho.
Sezonu 2011/12 lze nazvat historickou, neboť klub hrál poprvé League One. Zde během sezony několikrát šokoval anglickou veřejnost svými výsledky – vítězství 5:1 nad slavným Sheffieldem Wednesday nebo potrápení Tottenhamu v 5. kole FA Cupu, kdy se po remíze 0:0 hrál druhý zápas, ve kterém na White Hart Lane Stevenage dokonce vedlo, zápas přesto skončil porážkou 3:1. Pro dlouhodobé fanoušky klubu také byla krásná výhra 6:0 na hřišti Yeovil Townu, čímž se klub dokonale pomstil za deset let starou porážku ve finále FA Trophy. Na konci sezony klub chytil skvělou formu a umístil se na výborném 6. místě, což znamenalo účast v play off. Zde klub narazil na Sheffield United, se kterým doma remizoval 0:0, v odvetě však prohrál 1:0 gólem z posledních minut a v play off skončil.

## Historické názvy
Zdroj: 
- 1976 – Stevenage Borough FC (Stevenage Borough Football Club)
- 2010 – Stevenage FC (Stevenage Football Club)

## Získané trofeje
- FA Trophy ( 2× )
  - 2006/07, 2008/09
- Herts Senior Cup ( 1× )
  - 2008/09

## Úspěchy v domácích pohárech
Zdroj: 
- FA Cup
  - 5. kolo: 2011/12
- EFL Cup
  - 2. kolo: 2012/13, 2013/14
- FA Trophy
  - Vítěz: 2006/07, 2008/09
- EFL Trophy
  - Semifinále (Jih): 2013/14
- FA Vase
  - Čtvrtfinále: 1985/86

## Stadion
Broadhall Way, domácí stadion klubu, byl otevřen v roce 1980. Od šedesátých let zde hrály také kluby Stevenage Town a Stevenage Athletic. Stadion má po rekonstrukci, která proběhla v roce 2001, kapacitu 6 546 diváků. Nejvyšší návštěva byla zaznamenána v lednu 1998 v zápase čtvrtého kola FA Cupu proti Newcastlu, na stadion se vešlo 8 040 diváků. Stadion je od roku 2009 známý také pod názvem The Lamex Stadium podle sponzora Lamex Food Group.

## Umístění v jednotlivých sezonách
Stručný přehled
Zdroj: 
- 1980–1981: United Counties League (Division One)
- 1981–1984: United Counties League (Premier Division)
- 1984–1986: Isthmian League (Second Division North)
- 1986–1988: Isthmian League (First Division)
- 1988–1991: Isthmian League (Second Division North)
- 1991–1992: Isthmian League (First Division)
- 1992–1994: Isthmian League (Premier Division)
- 1994–2007: Conference National
- 2007–2010: Conference Premier
- 2010–2011: Football League Two
- 2011–2014: Football League One
- 2014–2016: Football League Two
- 2016–2023: English Football League Two
- 2023–: EFL League One

Jednotlivé ročníky
Zdroj: 
Legenda: Z - zápasy, V - výhry, R - remízy, P - porážky, VG - vstřelené góly, OG - obdržené góly, +/- - rozdíl skóre, B - body, červené podbarvení - sestup, zelené podbarvení - postup, fialové podbarvení - reorganizace, změna skupiny či soutěže
| Anglie (1980 – ) |                                           |        |    |    |    |    |     |    |     |     |        |
| Sezóny           | Liga                                      | Úroveň | Z  | V  | R  | P  | VG  | OG | +/- | B   | Pozice |
| 1980/81          | United Counties League (Division One)     | –      | 32 | 23 | 7  | 2  | 106 | 35 | +71 | 53  | 1.     |
| 1981/82          | United Counties League (Premier Division) | –      | 36 | 12 | 9  | 15 | 50  | 49 | +1  | 33  | 12.    |
| 1982/83          | United Counties League (Premier Division) | –      | 34 | 10 | 10 | 14 | 51  | 56 | -5  | 30  | 12.    |
| 1983/84          | United Counties League (Premier Division) | –      | 36 | 16 | 9  | 11 | 52  | 46 | +6  | 41  | 6.     |
| 1984/85          | Isthmian League (Second Division North)   | –      | 38 | 23 | 6  | 9  | 79  | 49 | +30 | 75  | 4.     |
| 1985/86          | Isthmian League (Second Division North)   | –      | 38 | 26 | 6  | 6  | 71  | 24 | +47 | 84  | 1.     |
| 1986/87          | Isthmian League (First Division)          | 7      | 42 | 12 | 11 | 19 | 61  | 67 | -6  | 47  | 16.    |
| 1987/88          | Isthmian League (First Division)          | 7      | 42 | 11 | 9  | 22 | 36  | 64 | -28 | 42  | 21.    |
| 1988/89          | Isthmian League (Second Division North)   | 8      | 42 | 20 | 13 | 9  | 84  | 55 | +29 | 73  | 4.     |
| 1989/90          | Isthmian League (Second Division North)   | 8      | 42 | 21 | 16 | 5  | 70  | 31 | +39 | 79  | 4.     |
| 1990/91          | Isthmian League (Second Division North)   | 8      | 42 | 34 | 5  | 3  | 122 | 29 | +93 | 107 | 1.     |
| 1991/92          | Isthmian League (First Division)          | 7      | 40 | 30 | 6  | 4  | 95  | 37 | +58 | 96  | 1.     |
| 1992/93          | Isthmian League (Premier Division)        | 6      | 42 | 18 | 8  | 16 | 62  | 60 | +2  | 62  | 7.     |
| 1993/94          | Isthmian League (Premier Division)        | 6      | 42 | 31 | 4  | 7  | 88  | 39 | +49 | 97  | 1.     |
| 1994/95          | Conference National                       | 5      | 42 | 20 | 7  | 15 | 68  | 49 | +19 | 67  | 5.     |
| 1995/96          | Conference National                       | 5      | 42 | 27 | 10 | 5  | 101 | 44 | +57 | 91  | 1.     |
| 1996/97          | Conference National                       | 5      | 42 | 24 | 10 | 8  | 87  | 53 | +34 | 82  | 3.     |
| 1997/98          | Conference National                       | 5      | 42 | 13 | 12 | 17 | 59  | 63 | -4  | 51  | 15.    |
| 1998/99          | Conference National                       | 5      | 42 | 17 | 17 | 8  | 62  | 45 | +17 | 68  | 6.     |
| 1999/00          | Conference National                       | 5      | 42 | 16 | 9  | 17 | 60  | 54 | +6  | 57  | 10.    |
| 2000/01          | Conference National                       | 5      | 42 | 15 | 18 | 9  | 71  | 61 | +10 | 63  | 7.     |
| 2001/02          | Conference National                       | 5      | 42 | 15 | 10 | 17 | 57  | 60 | -3  | 55  | 11.    |
| 2002/03          | Conference National                       | 5      | 42 | 14 | 10 | 18 | 61  | 55 | +6  | 52  | 12.    |
| 2003/04          | Conference National                       | 5      | 42 | 18 | 9  | 15 | 58  | 52 | +6  | 63  | 8.     |
| 2004/05          | Conference National                       | 5      | 42 | 22 | 6  | 14 | 65  | 52 | +13 | 72  | 5.     |
| 2005/06          | Conference National                       | 5      | 42 | 19 | 12 | 11 | 62  | 47 | +15 | 69  | 6.     |
| 2006/07          | Conference National                       | 5      | 46 | 20 | 10 | 16 | 76  | 66 | +10 | 70  | 8.     |
| 2007/08          | Conference Premier                        | 5      | 46 | 24 | 7  | 15 | 82  | 55 | +27 | 79  | 6.     |
| 2008/09          | Conference Premier                        | 5      | 46 | 23 | 12 | 11 | 73  | 54 | +19 | 81  | 5.     |
| 2009/10          | Conference Premier                        | 5      | 44 | 30 | 9  | 5  | 79  | 24 | +55 | 99  | 1.     |
| 2010/11          | League Two                                | 4      | 46 | 18 | 15 | 13 | 62  | 45 | +17 | 69  | 6.     |
| 2011/12          | League One                                | 3      | 46 | 18 | 19 | 9  | 69  | 44 | +25 | 73  | 6.     |
| 2012/13          | League One                                | 3      | 46 | 15 | 9  | 22 | 47  | 64 | -17 | 54  | 18.    |
| 2013/14          | League One                                | 3      | 46 | 11 | 9  | 26 | 46  | 72 | -26 | 42  | 24.    |
| 2014/15          | League Two                                | 4      | 46 | 20 | 12 | 14 | 62  | 54 | +8  | 72  | 6.     |
| 2015/16          | League Two                                | 4      | 46 | 11 | 15 | 20 | 52  | 67 | -15 | 48  | 18.    |
| 2016/17          | EFL League Two                            | 4      | 46 | 20 | 7  | 19 | 67  | 63 | +4  | 67  | 10.    |
| 2017/18          | EFL League Two                            | 4      | 46 | 14 | 13 | 19 | 60  | 65 | -5  | 55  | 16.    |
| 2018/19          | EFL League Two                            | 4      | 46 | 20 | 10 | 16 | 59  | 55 | +4  | 70  | 10.    |
| 2019/20          | EFL League Two                            | 4      | 36 | 3  | 13 | 20 | 24  | 50 | -26 | 22  | 23.    |
| 2020/21          | EFL League Two                            | 4      | 46 | 14 | 18 | 14 | 41  | 41 | 0   | 60  | 14.    |
| 2021/22          | EFL League Two                            | 4      | 46 | 11 | 14 | 21 | 45  | 68 | -23 | 47  | 21.    |
| 2022/23          | EFL League Two                            | 4      | 46 | 24 | 13 | 9  | 61  | 39 | +22 | 85  | 2.     |
| 2023/24          | EFL League One                            | 3      | 46 | 19 | 14 | 13 | 57  | 46 | +11 | 71  | 9.     |
| 2024/25          | EFL League One                            | 3      | 46 | 15 | 12 | 19 | 42  | 50 | -8  | 57  | 14.    |